# 光山正雄
光山 正雄（みつやま まさお、1949年4月1日 - ）は日本の医学者。京都大学名誉教授。細胞内寄生性細菌の病原性因子の分子微生物学、感染防御免疫学を専門研究領域とする。

## 経歴
- 1967年3月 - 福岡県立修猷館高等学校卒業[1]。
- 1973年3月 - 九州大学医学部卒業、医師免許取得。
- 1976年4月 - 九州大学医学部細菌学教室にて細胞内寄生性細菌（リステリア菌、結核菌など）の病原性と感染宿主免疫応答の研究を開始。
- 1978年4月 - 同教室助手、医学博士号取得。
- 1980年 - 同講師。
- 1981年12月～1983年6月 - 米国政府給付国際奨励研究員（Fogarty fellow）としてハーバード大学医学部に留学し感染免疫学の研究に従事。
- 1983年6月 - 九州大学医学部細菌学助教授。
- 1987年3月 - 新潟大学医学部細菌学講座教授。
- 1998年4月 - 京都大学大学院医学研究科感染・免疫学講座微生物感染症学分野教授。
- 2008年10月～2010年9月 - 京都大学医学研究科長・医学部長。
- 2013年3月 - 定年退職。京都大学名誉教授。
- 2013年4月 - 京都大学大学院総合生存学館（思修館）特定教授。グローバル感染症学・生体防御学を担当。
- 2014年3月 - 同副学館長。
- 2015年4月 - 京都大学白眉センター長および京都大学次世代研究創成ユニット長を兼任。

## 受賞
- 1999年 小島三郎記念文化賞
- 2009年 浅川賞（日本細菌学会最高学術賞）